# 奇内杜·奥巴西
奇内杜·"埃杜"·奥巴西·奥格布克（英語：Chinedu "Edu" Obasi Ogbuke，1986年6月1日—）是一名尼日利亞職業足球員，擔任前鋒。奥巴西曾代表尼日利亚国家队出战2010年非洲杯及同年的南非世界杯；在青年球员时代，奥巴西还曾帮助尼日利亚队获得2005年世青赛和2008年奥运会男足亚军。

## 簡介
奥巴西于2005年在挪威球队利恩开始职业生涯，2007年奥巴西加盟德乙球队霍芬海姆，在加盟后首个赛季上阵27场联赛中打入12球，并帮助球队升入德甲。
2012年1月，奥巴西加盟另一支德甲球队沙尔克04，在2013-2014赛季帮助球队获得德甲季军，并在2013年至2015年连续三年帮助球队进入欧冠16强。2016年8月，奥巴西加盟瑞典球队AIK，在10场联赛中攻入6球，帮助球队获得瑞超联赛亚军。
2017年2月，中甲球队深圳佳兆业官方宣布奥巴西正式加盟球队。同年7月因球队更换了新外援而被替换。与深圳队解约后重返AIK。

## 外部連結
- Fussballdaten.de奧巴斯職業數據（页面存档备份，存于） （德文）